# مادام دو باری (فیلم ۱۹۳۴)
«مادام دو باری» (انگلیسی: Madame Du Barry (1934 film)) فیلمی در ژانر درام به کارگردانی ویلیام دیترله است که در سال ۱۹۳۴ منتشر شد.

## بازیگران
- دولورس دل ریو
- رجینالد اوئن
- آنیتا لوئیس
- هنری اونیل
- نلا واکر
- مری کرنمن
- ویلفرد لوکاس
- دنیس اوکیف
- فیلیپس اسمالی
- لئو وایت
- آرتور تریچر
- هوبرت کواناوگه
- جرج اووی